# Edward E. Kleinschmidt
Edward E. Kleinschmidt (auch Ernest Edward Kleinschmidt) oder mit Geburtsnamen Ernst Eduard Kleinschmidt (* 9. September 1876 in Bremen; † 22. August 1977 in Canaan, Connecticut, Vereinigte Staaten) war ein deutsch-amerikanischer Erfinder und Unternehmer. 
Seine Entwicklungen gelten als bahnbrechend auf dem Weg von der Telegrafie zur modernen Nachrichtentechnik. Im Laufe seines 101-jährigen Lebens erwarb er insgesamt 118 Patente. Sein erstes Unternehmen war eine der zwei Stammfirmen der Teletype Corporation, über Jahrzehnte einer der weltweit führenden Hersteller von Fernschreibern. Nach deren Verkauf gründete er noch ein weiteres Unternehmen, das heute unter dem Namen Kleinschmidt Inc. E-Business- und Internet-Dienstleistungen anbietet. 

## Leben
Ernst Eduard Kleinschmidt wurde in Bremen geboren. Seine Eltern siedelten mit ihrem acht Jahre alten Sohn in die USA über, um sich dort eine neue Existenz aufzubauen. Noch als Jugendlicher begann Edward E. Kleinschmidt, wie er sich nach seiner Einbürgerung in den Vereinigten Staaten nannte, mit Apparaten für die Telegrafie zu experimentieren. Seine Eltern hatten auch in der neuen Heimat nicht die Mittel, um ihrem Sohn ein Studium zu ermöglichen. Er eignete sich sein technisches Wissen daher nur neben seiner Tätigkeit für verschiedene Firmen im nachrichtentechnischen Gerätebau durch ein Abendstudium an.
Im Jahr 1898 eröffnete er eine eigene Werkstatt in Brooklyn, New York City und angeblich soll er schon 1895 sein erstes Patent auf einen Morse-Sender beantragt haben. Den ersten größeren kommerziellen Erfolg hatte er aber nicht in der Telegraphie, sondern auf einem anderen Gebiet, auf das er eher durch Zufall gekommen war. Der Ingenieur George M. Seely war mit der Bitte an ihn herangetreten, ihm bei seiner halbfertigen Erfindung eines Blockiersystems für elektrische Schienenfahrzeuge zu helfen. Die beiden entwickelten daraufhin gemeinsam für die Eisenbahn. Im März 1908 erhielten sie ein Patent auf das Blockiersystem. Auf der American Association of Railroads Communications Convention des Jahres 1910 stellten sie einen funktionierenden Bausatz öffentlich vor. Es folgten Patente für verschiedene Eisenbahn-Signalsysteme.
Um 1910 entwickelte er Papierstreifen-Locher für Morse-Telegraphen, als Weiterentwicklung der erstmals von Charles Wheatstone konstruierten „Wheatstone-Locher“ und gründete noch im gleichen Jahr die Kleinschmidt Electric Company. Bis 1916 konstruierte Kleinschmidt einen Blattschreiber-Telegraphen mit Tastatur für Baudot-Murray-Code und beantragte dafür ein Patent, das ihm 1924 zuerkannt wurde. Entsprechende Apparate hatte er auch schon ab 1920 bei der Western Union im Einsatz. Er setzte auf ein „Start-Stop-Verfahren“, wie es 1901 der Neuseeländer Donald Murray bei seiner Weiterentwicklung des Baudot-Codes verwendet hatte. In den Vereinigten Staaten hatte jedoch kurz zuvor Howard Krum für die Morkrum Company ein Patent darauf erhalten. Im Jahr 1924 entwickelte sich darüber ein Patentstreit zwischen den Unternehmen. 
Sterling Morton von Morkrum Company traf sich mit Charles B. Goodspeed als Vertreter von Kleinschmidt Electric und man einigte sich darauf, den Streit über das Verfahren durch Zusammenlegung der Unternehmen zur Morkrum-Kleinschmidt Company zu beenden. Krum und Kleinschmidt kombinierten ab 1924 die jeweiligen Vorteile ihrer Geräte und der „Teletype 14“, das erste Modell der neuen Firma, wurde ein großer Erfolg. Etwa 60.000 Stück wurden insgesamt davon produziert. Ebenfalls im Jahr 1924 wendete sich das deutsche Unternehmen C. Lorenz an die Morkrum-Kleinschmidt Company und erwarb eine Lizenz zur Nutzung der Fernschreiber-Patente und die Rechte zum Nachbau des Modell 14 in Deutschland. 1925 wurde der Firmenname zu Teletype Corporation vereinfacht.
1930 übernahm die American Telephone and Telegraph Company (AT&T) das Unternehmen für 30 Millionen Dollar in Aktien und unterstellte es seiner Gerätebau-Tochter Western Electric Company. Noch im gleichen Jahr wurde der Blattschreiber „Teletype 15“ vorgestellt, von dem in verschiedenen Varianten bis 1963 insgesamt über 200.000 Stück produziert und noch bis in die 1970er Jahre betrieben wurden. Auch für dieses Modell erwarb C. Lorenz AG in Berlin sofort das Recht zum Nachbau, der bald auch als „Lo15“ bekannt und ebenfalls sehr erfolgreich war. Im Jahr 1940 hatte die Teletype Corporation eigentlich geplant, die Produktion des Modell 15 durch „Teletype 20“ abzulösen, aber nach Ausbruch des Zweiten Weltkriegs und dementsprechend großem Bedarf der Armee, schien es ökonomischer, das ältere und bewährte Gerät beizubehalten und in Massenproduktion zu bringen. Durch Erweiterung der „Lo15“ bei C. Lorenz im Dritten Reich zur Lorenz-Schlüsselmaschine über einen Zusatz zur Chiffrierung waren Fernschreiber mit „Morkrum-Kleinschmidt-System“ letztlich auf beiden Seiten des Weltkrieges in großer Zahl im Einsatz. 
Kleinschmidt hatte das Unternehmen nach dem Verkauf verlassen und kurz darauf die Kleinschmidt Laboratories gegründet, um zwar unabhängig vom AT&T-Konzern experimentieren, aber seine Fernschreiber dennoch als Auftragnehmer der Teletype Corporation kontinuierlich weiterentwickeln zu können. Als ihm sein Sohn Bernhard Kleinschmitt während des Zweiten Weltkriegs den dringenden Bedarf an leichten und transportablen Fernschreibern beim United States Army Signal Corps schilderte, begann Edward E. Kleinschmidt sich intensiv mit der Verkleinerung zu beschäftigen und stellte 1944 einen Prototyp im Büro des Chief Signal Officer vor. Bis 1949 wurde sein 100-Worte-pro-Minute Tastatur-Blattschreiber zum Standard-Gerät des Militärs. Für die folgende Großbestellung von 2000 Stück musste er aber zunächst einen neuen Produktionsbetrieb errichten. Er fand schließlich ein geeignetes Grundstück in Deerfield (Illinois). Aus den Laboratories ging schließlich 1986 die Firma Kleinschmidt Inc. hervor, die sich heute (Stand: 2015) als das größte in Privatbesitz befindliche Unternehmen im Bereich netzwerkbasierter eBusiness-Lösungen und-Dienstleistungen bezeichnet.
Bis zu seinem Tod im Alter von 101 Jahren in Canaan, Connecticut infolge einer Herzkrankheit war er mit seinen Erfindungen und Unternehmen längst schon zum Millionär geworden.

## Erfindungen
Kleinschmidt erhielt im Lauf seines Lebens über 118 Patente, vor allem auf Signal-Apparate für die Eisenbahn und auf seine Fernschreiber. Es folgten Patente für Nachfolgetechniken im Bereich der Nachrichten- und Hochgeschwindigkeits-Börsenticker. Sehr früh befasste er sich auch schon mit Geräten für die Bildtelegrafie und mit Telefonsystemen. Er zeigte sich als Erfinder aber durchaus vielseitig, so erhielt er auch Patente auf eine Crimp-Zange und eine Angelrolle.

## Ehrungen
- 1940 erhielt er die John Price Wetherill-Medaille vom Franklin Institute in Philadelphia.
- 1958 wurde Kleinschmidt die Ehrendoktorwürde des Polytechnischen Instituts Brooklyn verliehen.
- Der Kleinschmidtweg in Bremen-Woltmershausen, Ortsteil Rablinghausen, wurde 1979 nach ihm benannt.